# Mario Risso
Mario Pablo Risso Caffaro, noto semplicemente come Mario Risso (Montevideo, 31 gennaio 1988), è un calciatore uruguaiano, difensore del Danubio.

## Caratteristiche tecniche
È un difensore centrale.

## Carriera
Cresciuto nel settore giovanile dei Montevideo Wanderers, ha esordito in prima squadra il 20 agosto 2008 disputando l'incontro di Coppa Sudamericana vinto 2-1 contro il Libertad.

## Palmarès
- Campionato uruguaiano: 1

Nacional: 2022